# Andrew J. S. Hamilton
Andrew J. S. Hamilton (* 1951 oder 1952 in Dorset) ist ein britischer theoretischer Astrophysiker.
Hamilton studierte Mathematik mit dem Bachelor-Abschluss am St. Catherine’s College der Universität Oxford und wurde an der University of Virginia in Astronomie promoviert. Er ist Professor an der University of Colorado Boulder in Boulder, an der er seit 1986 wirkt.
Er ist bekannt durch Computersimulationen (mit seinem Black Hole Flight Simulator) über das Innere und die Umgebung Schwarzer Löcher auf Basis der Allgemeinen Relativitätstheorie und mit modernster Graphik-Software (OpenGL) unter Verwendung von Supercomputern.
Sein Film Black Holes, the other side of infinity (Dauer: 23 Minuten), hergestellt mit Unterstützung der National Science Foundation, der NASA, dem Fernsehsender PBS (Reihe NOVA) und dem National Center for Supercomputing Applications, wurde 2006 am Denver Museum of Nature and Science vorgestellt. Ein entsprechender Beitrag zur Visualisierung erschien auch in der PBS/NOVA-Folge über das supermassive schwarze Loch in der Milchstraße (Monster of the Milky Way). In der PBS-Serie trat er auch selbst auf.
Außerdem befasst er sich mit der Analyse großer Mengen von Beobachtungsdaten in der Kosmologie, zum Beispiel aus Galaxien-Surveys zur Extraktion kosmologischer Parameter.